# Кікта Степан
Степан Кі́кта (нар. 10 січня 1918, с. Унятичі, Австро-Угорщина, нині Львівська область, Україна — пом. 13 квітня 2005, Клівленд, США) — філателіст, боніст, громадський діяч та відома особистість в українській спільноті та діаспорі.

## Життєпис
Народився у 1918 році в селі Унятичі на Дрогобиччині (тоді Австро-Угорщина, нині Львівська область, Україна). Його батько, о. Павло Кікта (1876—1927), був настоятелем Унятичів з 1910 року; мати — Теодозія Войтович (1881—1966). Був наймолодшим із п'яти братів: Кость (1905-?1944), о. Юрій (1907—1979), мґр. Микола (1908-?), д-р. Теодор (1912—2004).
Закінчив гімназію у м. Ярослав (Польща).
В 1941 році перебував у німецькій в'язниці у Кракові. З 1941 по 1944 роки очолював кооператив «Український консум» і товариство «Рідна школа» у Ярославі.
Після Другої світової війни емігрує до Німеччини і проживав у таборі для переміщених осіб у м. Аугсбург, де очолював кооператив «Самопоміч» і товариство «Чорногора»), є членом Ради фізичної культури.
У 1949 році емігрував до США, де став активним членом української спільноти.
З 17 вересня 1952 проживає у Клівлендській агломерації. З 1953 року працював в Українському музеї-архіві, а від 1981 року обіймав посаду голови цього музею.
Бере активну участь та з часом входить в управу Українських злучених організацій Огайо (англ. United Ukrainian Organizations of Ohio). У 1988, в 70-річну річницю Степана Кікти, УЗО визнає його «Людиною року 1987», а діючий президент США Рональд Рейган надсилає йому привітання: «Ваші заслужені старання щодо збереження та розвитку української культури і Ваша щедра, добродійна та безкорисна служба свідчать про Вас як про людину, яка глибоко присвятила себе громаді і так дійсно воно є».
Степан Кікта був співзасновником і членом управи Союзу українських філателістів і нумізматів у Нью-Йорку. Значним внеском у розвиток боністики був каталог державних грошей України, сформований С. Кіктою, який увійшов до книги «Державні гроші України 1917–20 рр.». Передав велику персональну бібліотеку та колекцію марок музеєві «Дрогобиччина».
З 1964 року був одним із організаторів, скарбником і редактором видання регіонального об'єднання «Ярославщина та окраїни Засяння».
Член Українського історичного товариства та мирового суду Українського патріархального світового товариства, співробітник Енциклопедії українознавства[джерело?].
Почесний громадянин Дрогобича (2001)[джерело?].
Помер 13 квітня 2005 у Клівленді, похований у його передмісті, м. Парма (Огайо).